# Tongshanjiabu
Le Tongshanjiabu est un sommet culminant à 7 207 mètres d'altitude dans la région frontalière disputée entre le Bhoutan et Chine. C'est l'un des plus hauts sommets vierges. Il se trouve à 12 km à l'est du Teri Kang et a une proéminence de 1 757 m.